# Гелазский ярус
| система                                                                          | отдел      | ярус               | Ниж. граница, млн лет |
| -------------------------------------------------------------------------------- | ---------- | ------------------ | --------------------- |
| Антропоген                                                                       | Голоцен    | Мегхалайский       | 0,0042                |
| Антропоген                                                                       | Голоцен    | Северогриппианский | 0,0082                |
| Антропоген                                                                       | Голоцен    | Гренландский       | 0,0117                |
| Антропоген                                                                       | Плейстоцен | Верхний            | 0,129                 |
| Антропоген                                                                       | Плейстоцен | Тибанийский        | 0,774                 |
| Антропоген                                                                       | Плейстоцен | Калабрийский       | 1,80                  |
| Антропоген                                                                       | Плейстоцен | Гелазский          | 2,58                  |
| Неоген                                                                           | Плиоцен    | Пьяченцский        | больше                |
| Деление и золотые гвозди в соответствии с IUGS по состоянию на декабрь 2024 года |            |                    |                       |

Гелазский ярус [по городу Гел, Южная Сицилия, Италия, 1994; Gelasian Stage] — верхний ярус плиоценового отдела неогеновой системы ОСШ (Стратиграфический кодекс России, 2006). В МСШ с 2009 года рассматривается в качестве нижнего яруса четвертичной системы в связи с понижением уровня её границы до хронологического рубежа 2,588 млн лет (IUGS E-Bull., 2009). Точка границы установлена в кровле сапропелевых слоёв Никола, в стратотипическом разрезе Монте Сан Никола. Нижняя граница отвечает подошве хронозоны Матуяма, выше уровня исчезновения видов нанопланктона Discoaster pentaradiatus, D. surculus и датируется возрастом 2,588 млн лет. Соответствует двум неполным зонам по планктонным фораминиферам и трём неполным зонам по нанопланктону.